# Lambda Aurigae
Lambda Aurigae (λ Aur) è una stella nella costellazione dell'Auriga. Ha una magnitudine apparente di +4,70 e si trova ad una distanza di circa 41,2 anni luce dal sistema solare.

## Osservazione
Si tratta di una stella situata nell'emisfero celeste boreale. La sua posizione moderatamente boreale fa sì che questa stella sia osservabile specialmente dall'emisfero nord, in cui si mostra alta nel cielo nella fascia temperata; dall'emisfero australe la sua osservazione risulta invece più penalizzata, specialmente al di fuori della sua fascia tropicale. La sua magnitudine di +4,7 fa sì che possa essere scorta solo con un cielo sufficientemente libero dagli effetti dell'inquinamento luminoso.
Il periodo migliore per la sua osservazione nel cielo serale ricade nei mesi compresi fra fine ottobre e aprile; nell'emisfero nord è visibile anche per un periodo maggiore, grazie alla declinazione boreale della stella, mentre nell'emisfero sud può essere osservata limitatamente durante i mesi dell'estate australe.

## Caratteristiche fisiche
La stella è una nana gialla piuttosto simile al Sole; il database stella SIMBAD la indica di classe spettrale G1.5IV-V, mentre in altre pubblicazioni viene classificata di tipo G0V o G1V. La classe di luminosità IV indica che la stella sta entrando nello stadio di subgigante, pare infatti più vecchia del Sole e quindi sta per terminare l'idrogeno interno ed abbandonare la sequenza principale. La massa è poco più di quella solare, il raggio 1,3 volte superiore ed emette il 75% di luce in più della nostra stella. Anche la velocità di rotazione è simile al quella del Sole, in quanto impiega, alla velocità di 2,5 km/s, circa 26 giorni per completare una rotazione. La metallicità è superiore a quella del Sole ([Fe/H] = +0,11), e elementi come sodio, silicio, alluminio e magnesio sono del 25% più abbondanti.
Altre 3 stelle formano con Lambda Aurigae un sistema quadruplo, ma queste compagne, che distano da 76 a 130 secondi d'arco, sono solo sulla stessa linea di vista e non sono legate gravitazionalmente alla stella principale.